# Schiavitù moderna
La schiavitù moderna, a volte nota anche come schiavitù contemporanea o neo-schiavitù, si riferisce alla schiavitù istituzionale che continua a verificarsi nella società odierna. Le stime del numero di persone schiavizzate oggi vanno da circa 38 milioni a 46 milioni, a seconda del metodo utilizzato per formare la stima e della definizione di schiavitù utilizzata.
Il numero stimato di persone ridotte in schiavitù è dibattuto, poiché non esiste una definizione universalmente accettata di schiavitù moderna; le persone in schiavitù sono spesso difficili da identificare e spesso non sono disponibili statistiche adeguate. L'Organizzazione internazionale del lavoro stima che, secondo le sue definizioni, oltre 40 milioni di persone siano oggi in qualche forma di schiavitù. 24,9 milioni di persone sono impegnate nel lavoro forzato, di cui 16 milioni sono sfruttate nel settore privato come il lavoro domestico, l'edilizia o l'agricoltura; 4,8 milioni di persone sottoposte a sfruttamento sessuale forzato e 4 milioni di persone sottoposte a lavori forzati imposti dalle autorità statali. Altri 15,5 milioni di persone hanno matrimoni forzati.